# Hotel Pro Forma
Hotel Pro Forma er et international performance-teater grundlagt i 1985. Kompagniet blev grundlagt af nuværende kunstnerisk leder og direktør Kirsten Dehlholm. 
Hotel Pro Formas forestillinger overskrider grænsen mellem teater, dans, billedkunst og performance. Forestillingerne anvender ofte nye teknologiske værktøjer indenfor lys og lys for at skabe scenografiske effekter.
Hotel Pro Formas forestillinger har ved flere lejligheder været nomineret til Reumert-priser, og Kirsten Dehlholm vandt i 2012 sammen med Willie Flindt og Jesper Kongshaug prisen for bedste scenografi for Hotel Pro Forma-forestillingen "War Sum Up".   
I 2017 modtog Hotel Pro Forma en Reumert for Årets Performance med forestillingen "NeoArctic".  

## Udvalgte forestillinger
- Operation: Orfeo (1993)
- Kinesisk Kompas (1998)
- Theremin (2004)
- Stedets Algebra (2006)
- I Morgen Om Et År (2009)
- War Sum Up (2011)
- Den der Hvisker Lyver (2012)
- Parsifal (2014)
- Latter i Mørket (2014)
- Cosmos+ (2014)
- Rachmaninov Troika (2015)
- NeoArctic (2016)
- Madama Butterfly (2017)
- Vespertine (2018)
- Gilgamesh (2019)
- Amduat. En Iltmaskine (2021)

## Eksterne Links
- Hotel Pro Formas hjemmeside